# Mind Wars
Mind Wars es el quinto episodio de la cuarta temporada y trigésimo quinto episodio a lo largo de la serie de drama y ciencia ficción de TNT Falling Skies. Fue escrito por Bruce Marshall Romans y dirigido por Nathaniel Goodman. Fue estrenado el 20 de julio de 2014 en Estados Unidos y el 21 de julio de 2014 en Latinoamérica.
Tras liberar a Matt del campamento de reeducación Espheni, Tom se encuentra con dos misteriosos desconocidos en el bosque, que atacan a su familia antes de embarcarse con él en una violenta lucha. Mientras tanto, Hal se enfrenta con dificultades casi insuperables en su intento de llevar a los sobrevivientes Volm y de la 2nd Mass a un lugar seguro. Finalmente en el barrio chino, Lexi y Anne tienen una diferencia de opiniones, resultando en consecuencias peligrosas.

## Argumento
Cochise se separa de Tom, Weaver y Matt para seguir rastreando la nueva torre de energía Espheni. Tom y sus compañeros llegan al refugio Volm, donde encuentran el mensaje de Hal y casi son descubiertos por el Overlord del gueto pero logran escapar. Mientras tanto, Hal, Shaq y Pope idean un plan para llegar sanos y salvos al refugio de Lourdes. En el barrio chino, Anne intenta obtener respuestas del Overlord capturado pero éste utiliza a Ben y le transmite su dolor. Más tarde, Lexi enfrenta a Anne por su comportamiento con el Espheni y le pide que lo libere a lo cual Anne se niega, provocando la furia de Lexi, cuya falta de control en sus poderes provoca que casi asesine a su madre, lo que culmina en el desvanecimiento de Lexi.
En su camino a encontrarse con el resto de la 2nd Mass, Tom, Matt y Weaver se encuentran con Nick y Cooper Phillips, dos hermanos que tienen comida y otras provisiones. Nick le cuenta a Tom que él y su hermano estuvieron encerrados en una granja Espheni donde "skitterizaban" a los humanos pero una explosión hizo posible que ellos huyeran. Más tarde, Tom descubre las verdaderas intenciones de Nick, quien lo ataca mientras Cooper dispara a las bolsas para dormir donde se encontraban Matt y Weaver. Weaver y Matt revelan estar vivos gracias a la desconfianza del coronel y se ponen en marcha para rescatar a Tom. Mientras tanto, Hal, Dingaan, Tector, Sara y Pope logran derribar un Mega Mech, logrando asegurar un avance sin preocupaciones hacia el refugio de Lourdes.
Tom intenta poner uno contra a otro a sus captores pero Nick le revela que planea hacer un trato con los Espheni a cambio de entregarlo a ellos. Weaver y Matt rastrean a Tom hasta un claro donde acamparán. Matt revela a Weaver que cree que los Phillips deben morir por lo que le han hecho a su padre pero el coronel intenta tranquilizarlo. Tom deduce que Nick hizo un trato con los Espheni de la granja a cambio de salir con vida, acabando con la de los hijos de Cooper. Cooper enfrenta a Nick y lo asesina y luego intenta hacer lo mismo con Tom, ya que cree que él también perdió a Matt pero Weaver interviene y lo asesina.
Mientras tanto en el barrio chino, Anne tortura al Overlord para que le diga la manera de curar a su hija, pero el extraterrestre transfiere su dolor nuevamente a Ben, aunque logra decirle la forma de curar a Lexi. Anne y Lourdes administran un té hecho con una extraña flor a Lexi, quien comienza a reaccionar favorablemente. Más tarde, Maggie revela que Anthony fue golpeado y alguien liberó al Overlord. Anne enfrenta a Lexi sobre su participación en eso y ella admite que lo hizo porque él es su padre.

## Elenco
| - Noah Wyle como Tom Mason. - Moon Bloodgood como Anne Glass. - Drew Roy como Hal Mason. - Connor Jessup como Ben Mason. - Maxim Knight como Matt Mason. - Colin Cunningham como John Pope. - Sarah Sanguin Carter como Maggie. - Mpho Koahu como Anthony. - Doug Jones como Cochise. - Seychelle Gabriel como Lourdes Delgado. - Scarlett Byrne como Lexi. - Will Patton como Daniel Weaver. | - Ryan Robbins como Tector Murphy. - Treva Etienne como Dingaan Botha. - John DeSantis como Shak-Chique. - Gil Bellows como Nick Phillips. - Aaron Douglas como Cooper Phillips. - Robert Sean Leonard como Roger Kadar. - Mira Sorvino como Sara. |

## Continuidad
- Roger Kadar fue visto anteriormente en The Eye.
- Hal y la 2nd Mass se ponen en marcha rumbo al refugio de Lourdes.
- Kadar continúa preocupado por la condición de Lexi.
- El Overlord es liberado por Lourdes, siguiendo las órdenes de Lexi.
- Lexi revela que el Overlord es su padre.

## Recepción

### Recepción de la crítica
Chris Carabott de IGN calificó al episodio de bueno y le otorgó una puntuación de 7.7, comentando: "Mind Wars presentó una diversión interesante para Tom que le hizo ser más astuto que un par de hermanos que perdieron el camino hace mucho tiempo. La actitud más dura de Anne definitivamente ha sido un punto positivo hasta ahora esta temporada y ha hecho un gran trabajo tratando con la locura que está pasando en el barrio chino. La mejor parte es que todo el mundo se está uniendo y la narrativa puede, con suerte, finalmente comenzar a moverse hacia adelante.

### Recepción del público
En Estados Unidos, Mind Wars fue visto por 2.79 millones de espectadores, recibiendo 0.8 millones de espectadores entre los 18 y 49 años, de acuerdo con Nielsen Media Research.